# Cyprian Kizito Lwanga
Cyprian Kizito Lwanga (ur. 19 stycznia 1953 w Naggalama, zm. 3 kwietnia 2021 w Kampali) – ugandyjski duchowny katolicki, arcybiskup Kampali.

## Życiorys
Święcenia kapłańskie otrzymał 9 kwietnia 1978 z rąk kard. Emmanuela Nsubugi. Uzyskał doktorat z prawa kanonicznego na Papieskim Uniwersytecie Urbaniana w Rzymie.

## Episkopat
30 listopada 1996 został mianowany biskupem diecezji Kasana–Luweero. Sakry biskupiej udzielił mu kardynał Emmanuel Wamala.
19 sierpnia 2006 Benedykt XVI mianował go arcybiskupem Kampali. Zastąpił na tym stanowisku kardynała Emmanuela Wamalę, który przeszedł na emeryturę z racji podeszłego wieku.